# Enno Littmann
Enno Littmann, född 16 september 1875, död 4 maj 1958, var en tysk orientalist.
Littmann blev professor i semitiska språk i Strassburg 1906, i Kairo 1910, i Göttingen 1914, i Bonn 1917 och i Tübingen 1921. Han deltog 1899-1900 och 1904-05 i amerikanska arkeologiska expeditioner till Syrien och ledde 1905-06 den tyska expeditionen till den gamla etiopiska huvudstaden Aksum.
Bland Littmanns skrifter märks Die Entzifferung der Safa-inschriften (1901), Zur Entzifferung der thamudenischen Inschriften (1904), Geschichte der äthiopischen Literatur (1907), Morgenländische Wörter im Deutschen (1919, 2:e upplagan 1924) samt en tysk översättning av Tusen och en natt (6 band, 1921-28).